# 1975-ös síkvízi kajak-kenu világbajnokság
Az 1975-ös síkvízi kajak-kenu világbajnokságot a jugoszláviai Belgrádban rendezték 1975-ben. Ez a tizenkettedik kajak-kenu világbajnokság volt. A magyar csapat az éremtáblázaton a második helyezést érte el összesítésben.

## Éremtáblázat
*   Rendező
  *   Magyarország
| Helyezés | Ország        | Arany | Ezüst | Bronz | Összesen |
| -------- | ------------- | ----- | ----- | ----- | -------- |
| 1.       | Szovjetunió   | 6     | 3     | 3     | 12       |
| 2.       | Magyarország  | 4     | 3     | 5     | 12       |
| 3.       | NDK           | 4     | 2     | 1     | 7        |
| 4.       | Olaszország   | 2     | 1     | 0     | 3        |
| 5.       | Lengyelország | 1     | 0     | 3     | 4        |
| 6.       | Spanyolország | 1     | 0     | 1     | 2        |
| 7.       | Franciaország | 1     | 0     | 0     | 1        |
| 8.       | Románia       | 0     | 6     | 2     | 8        |
| 9.       | Csehszlovákia | 0     | 1     | 0     | 1        |
| 9.       | NSZK          | 0     | 1     | 0     | 1        |
| 11.      | Bulgária      | 0     | 0     | 2     | 2        |
| 12.      | Jugoszlávia   | 0     | 0     | 1     | 1        |
| Összesen | Összesen      | 19    | 17    | 18    | 54       |

## Eredmények

### Férfiak

#### Kenu
| Versenyszám | Arany                                               | Arany    | Ezüst                                          | Ezüst    | Bronz                                                | Bronz    |
| ----------- | --------------------------------------------------- | -------- | ---------------------------------------------- | -------- | ---------------------------------------------------- | -------- |
| C1 500 m    | Szerhij Petrenko · Szovjetunió                      | 1:56,03  | Darvas Miklós · Magyarország                   | 1:56,28  | Borislav Ananiev · Bulgária                          | 1:56,57  |
| C1 1000 m   | Vaszil Jurcsenko · Szovjetunió                      | 4:07,42  | Ivan Patzaichin · Románia                      | 4:09,47  | Wichmann Tamás · Magyarország                        | 4:10,74  |
| C1 10 000 m | Vaszil Jurcsenko · Szovjetunió                      | 45:33,50 | Szegedi Károly · Magyarország                  | 45:37,39 | Matija Ljubek · Jugoszlávia                          | 46:20,45 |
| C2 500 m    | Alekszandr Vinogradov · Jurij Lobanov · Szovjetunió | 1:44,39  | Tomáš Šach · Jiří Čtvrtečka · Csehszlovákia    | 1:45,38  | Árva Gábor · Povázsay Péter · Magyarország           | 1:46,53  |
| C2 1000 m   | Árva Gábor · Povázsay Péter · Magyarország          | 3:49,43  | Georghe Danielov · Gheorghe Simionov · Románia | 3:50,16  | Roman Vizsenko · Alekszandr Vinogradov · Szovjetunió | 3:50,79  |
| C2 10 000 m | Vladas Česiūnas · Jurij Lobanov · Szovjetunió       | 42:34,11 | Buday Tamás · Frey Oszkár · Magyarország       | 42:48,73 | Ivan Burcsin · Sztefan Iliev · Bulgária              | 43:01,87 |

#### Kajak
| Versenyszám        | Arany                                                                                            | Arany    | Ezüst                                                                            | Ezüst    | Bronz                                                                                       | Bronz    |
| ------------------ | ------------------------------------------------------------------------------------------------ | -------- | -------------------------------------------------------------------------------- | -------- | ------------------------------------------------------------------------------------------- | -------- |
| K1 500 m           | Csapó Géza · Magyarország                                                                        | 1:44,34  | Vasile Dîba · Románia                                                            | 1:45,74  | Grzegorz Śledziewski · Lengyelország                                                        | 1:46,13  |
| K1 1000 m          | Oreste Perri · Olaszország · Grzegorz Śledziewski · Lengyelország                                | 3:43,55  |                                                                                  |          | Rüdiger Helm · NDK                                                                          | 3:44,81  |
| K1 10 000 m        | Oreste Perri · Olaszország                                                                       | 42:12,37 | Erich Pasch · NSZK                                                               | 42:16,31 | Kazimierz Nikin · Lengyelország                                                             | 42:18,17 |
| K1 4 × 500 m váltó | Herczeg Iván · Svidró József · Sztanity Zoltán · Várhelyi Péter · Magyarország                   | 7:24,16  | Zoltfab Eseanu · Mihail Zaifu · Ion Dragulschi · Vasile Dîba · Románia           | 7:27,70  | Herminio Menéndez · Jóse Ramón López · Luis Gregario Ramos · Martin Vásquez · Spanyolország | 7:28,56  |
| K2 500 m           | Viktor Vorobjov · Nyikolaj Asztapkovics · Szovjetunió                                            | 1:35,02  | Herbert Laabs · Harald Marg · NDK                                                | 1:35,44  | Larion Serghei · Policarp Malîhin · Románia                                                 | 1:36,14  |
| K2 1000 m          | Alexandre Slatnow · Gerhard Rummel · NDK                                                         | 3:28,31  | Larion Serghei · Policarp Malîhin · Románia                                      | 3:29,34  | Deme József · Rátkai János · Magyarország                                                   | 3:30,18  |
| K2 10 000 m        | Bakó Zoltán · Szabó István · Magyarország                                                        | 38:44,73 | Danio Merli · Giorgi Sbruzzi · Olaszország                                       | 38:47,39 | Valerij Zsemeza · Petras Šiurskas · Szovjetunió                                             | 38:48,92 |
| K4 1000 m          | Herminio Rodriguez · José María Esteban · Jóse Ramón López · Luis Gregario Ramos · Spanyolország | 3:06,40  | Herbert Laabs · Gerhard Rummer · Rüdiger Helm · Harald Marg · NDK                | 3:06,60  | Szabó István · Bakó Zoltán · Deme József · Rátkai János · Magyarország                      | 3:06,76  |
| K4 10 000 m        | Einar Rasmussen · Steinar Amundsen · Andreas Orheim · Olaf Søyland · Norvégia                    | 34:47,69 | Costel Coşniţă · Cuprian Macareanu · Vasile Simionceno · Nicuşor Eşanu · Románia | 34:51,38 | Leonyid Gyerevjanko · Nyikolaj Gorbacsov · Mihail Surga · Anatolij Sarikin · Szovjetunió    | 34:53,65 |

### Nők

#### Kajak
| Versenyszám | Arany                                                            | Arany   | Ezüst                                                                                                | Ezüst   | Bronz                                                                        | Bronz   |
| ----------- | ---------------------------------------------------------------- | ------- | --- | ------- | ---------------------------------------------------------------------------- | ------- |
| K1 500 m    | Anke Ohde · NDK                                                  | 1:56,57 | Galina Kreft · Szovjetunió                                                                           | 1:59,12 | Maria Mihareanu · Románia                                                    | 2:01,58 |
| K2 500 m    | Bärbel Köster · Carola Zirzow · NDK                              | 1:48,57 | Galina Kreft · Jekatyerina Naginarnyija · Szovjetunió                                                | 1:49,54 | Maria Kazanecka · Katarzyna Kulczak · Lengyelország                          | 1:53,02 |
| K4 500 m    | Bärbel Köster · Anke Ohde · Bettina Müller · Carola Zirzow · NDK | 1:37,61 | Larisza Besznyickaja · Galina Kreft · Jekatyerina Naginarnyija · Nagyezsda Trahimjonok · Szovjetunió | 1:39,24 | Tőzsér Ilona · Zakariás Mária · Rajnai Klára · Pozsonyi Ágnes · Magyarország | 1:39,61 |

## A magyar csapat
Az 1975-ös magyar vb keret tagjai:
| férfiak kajak | férfiak kajak                                             | férfiak kajak |
| ------------- | --------------------------------------------------------- | ------------- |
| K1 500 m      | Csapó Géza                                                | Aranyérem     |
| K2 500 m      | Deme József Rátkai János                                  | 4.            |
| K1 1000 m     | Csapó Géza                                                | 4.            |
| K2 1000 m     | Deme József Rátkai János                                  | Bronzérem     |
| K4 1000 m     | Szabó István Bakó Zoltán Deme József Rátkai János         | Bronzérem     |
| K1 10 000 m   | Csapó Géza                                                | 7.            |
| K2 10 000 m   | Bakó Zoltán Szabó István                                  | Aranyérem     |
| K4 10 000 m   | Giczy Csaba Romhányi Zoltán Vargha Csongor Várhelyi Péter | 4.            |
| K1 4 × 500 m  | Herczeg Iván Svidró József Sztanity Zoltán Várhelyi Péter | Aranyérem     |

| férfi kenu  | férfi kenu                | férfi kenu |
| ----------- | ------------------------- | ---------- |
| C1 500 m    | Darvas Miklós             | Ezüstérem  |
| C2 500 m    | Árva Gábor Povázsay Péter | Bronzérem  |
| C1 1000 m   | Wichmann Tamás            | Bronzérem  |
| C2 1000 m   | Árva Gábor Povázsay Péter | Aranyérem  |
| C1 10 000 m | Szegedi Károly            | Ezüstérem  |
| C2 10 000 m | Buday Tamás Frey Oszkár   | Ezüstérem  |

| nők      | nők                                                     | nők       |
| -------- | ------------------------------------------------------- | --------- |
| K1 500 m | Tőzsér Ilona                                            | 5.        |
| K2 500 m | Tőzsér Ilona Rajnai Klára                               | kizárva   |
| K4 500 m | Tőzsér Ilona Zakariás Mária Rajnai Klára Pozsonyi Ágnes | Bronzérem |